# Kanton Aargau
Koordinaten: 47° 25′ N, 8° 7′ O; CH1903: 650664 / 252127
Der Aargau (Kürzel AG; schweizerdeutsch älter Aargöi, jünger Aargau, Aargou, französisch Argovie, italienisch Argovia, rätoromanisch Argoviaⓘ) ist ein Kanton im Norden der Deutschschweiz. Er grenzt an Deutschland im Norden, an die Kantone Basel-Landschaft, Solothurn und Bern im Westen, an den Kanton Luzern im Süden und an die Kantone Zug und Zürich im Osten. Der Aargau nimmt den nordöstlichen Teil des Schweizer Mittellandes mit dem Unterlauf der Aare ein, von der er seinen Namen hat.
1415 eroberten die Eidgenossen die Region von den Habsburgern, deren Stammburg sich in der Nähe des heutigen Hauptortes Aarau befand. Der südwestliche Teil wurde Untertanengebiet der Republik Bern. Mit der Gründung der Helvetischen Republik wurde 1798 aus dem Berner Aargau der Kanton Aargau geschaffen, das restliche Gebiet bildete den Kanton Baden. Diese beiden sowie das vorderösterreichische Fricktal verschmolzen 1803 zum Kanton Aargau in seiner heutigen Form.
Der Aargau ist eine der fruchtbarsten Regionen der Schweiz. In der landwirtschaftlichen Produktion dominieren die Milchwirtschaft sowie der Obst- und Getreideanbau. Historisch war die Strohflechterei von Bedeutung. In der Industrie sind die Branchen Maschinen- und Elektroindustrie, Lebensmittelverarbeitung, Elektronik und Präzisionsinstrumente sowie die Zementproduktion vertreten. Der Aargau ist für die Schweiz ein wichtiger Energieproduzent und Standort mehrerer Nuklearanlagen.
Für Touristen bietet der Kanton zahlreiche Burgen und Schlösser, ein reichhaltiges Angebot an Museen sowie Thermalquellen in Bad Zurzach, Baden, Rheinfelden und Schinznach-Bad. Die Bevölkerung spricht grösstenteils deutsch, der Kanton ist traditionell paritätisch, wobei heute die Konfessionslosen die grösste Gruppe bilden. 

## Geographie
Der Aargau liegt im Norden der Schweiz, im Mittelland und in den östlichen Ausläufern des Juras. Seinen Namen hat der Kanton vom Fluss Aare. Er grenzt im Norden an den Rhein und damit an Baden-Württemberg (Deutschland), im Osten an den Kanton Zürich, im Süden an die Kantone Luzern und Zug, und im Westen an die Kantone Bern, Solothurn und Basel-Landschaft.
Der Aargau weist eine starke naturräumliche Gliederung auf. Der nördliche Kantonsteil wurde durch die Gebirgsbildung des Juras geprägt, der im Mittelland gelegene südliche Teil durch die Gletscherbewegungen der Eiszeiten geformt. Die Riss-Eiszeit, die vor rund 140'000 Jahren ihren Höhepunkt erreichte, bedeckte fast das gesamte Gebiet des heutigen Kantons, mit Ausnahme des westlichen Fricktals um Rheinfelden sowie einiger Juragipfel, die aus dem Eismeer ragten.
Während der Würm-Eiszeit war die Vergletscherung zwar weitaus geringer (nur der südöstliche Teil des Kantonsgebiets war von Eis bedeckt), doch sie prägte die Landschaft nachhaltig. Der Reussgletscher und der Linthgletscher, die vor rund 20'000 Jahren ihre grösste Mächtigkeit erreicht hatten, hinterliessen zahlreiche Findlinge, die aus dem Alpenraum in die Ebene verschoben wurden. Die einstige Ausdehnung dieser Gletscher ist heute noch gut erkennbar an den Endmoränen bei Killwangen, Mellingen, Othmarsingen, Seon, Staffelbach, Würenlos und Zetzwil. Die bei der Moräne von Seon zurückgelassenen Gesteinsmassen stauten den Hallwilersee, der am Ende der Eiszeit etwa doppelt so gross war wie heute und innerhalb von einigen tausend Jahren durch Auffüllung des ehemaligen Seebeckens mit Sedimenten auf die heutige Grösse zurückschrumpfte. Die Flüsse lagerten in den Tälern im Vorfeld der Gletscher ausgedehnte Schotterfelder ab, die wichtige Grundwasserleiter darstellen.
Der höchste Punkt des Kantons liegt auf dem Geissflue-Grat auf 908 m ü. M.

### Bodennutzung
| Typus                  | Anteil an Gesamtfläche (%) |
| ---------------------- | -------------------------- |
| Landwirtschaftsflächen | 44,1                       |
| Siedlungsflächen       | 17,0                       |
| bestockte Flächen      | 36,4                       |
| unproduktive Flächen   | 02,6                       |

Im Jahr 2020 wurde 11,5 Prozent der landwirtschaftlichen Nutzfläche des Kantons durch 303 Betriebe biologisch bewirtschaftet.

### Gewässersystem
Ein besonderes Kennzeichen des Kantons Aargau ist die Vereinigung derjenigen grossen Schweizer Flüsse, die über den Rhein in die Nordsee entwässern. Der Rhein bildet die Nordgrenze des Kantons und gleichzeitig die Staatsgrenze zu Deutschland. Bei Koblenz fliesst die Aare in den Rhein, nur zwölf Kilometer nach der Vereinigung der grössten Flüsse des Schweizer Mittellandes im Wasserschloss. Kurz nacheinander münden im Gebenstorfer Ortsteil Vogelsang Reuss und Limmat in die Aare. Die Limmat kommt dabei von Südosten her und bringt das Wasser von Reppisch und vom Egelsee mit, die Reuss kommt von Süden. Die Aare, die zwischen Murgenthal und Aarburg die Kantonsgrenze zum Kanton Solothurn bildet, nimmt die Wigger, die Suhre und den Aabach auf, bevor sie kurz hinter Brugg das Wasserschloss erreicht. Mit den Flüssen Limmat, Reuss, Aare und Rhein fliessen Wasser von 24 Kantonen durch den Aargau (Ausnahmen: Kantone Genf und Basel-Stadt).
Im Einzelnen präsentiert sich das Gewässersystem des Aargaus folgendermassen:
- Rhein
  - Sissle
    - Zeiherbach
- Aare
  - Klingnauer Stausee
  - Surb
  - Limmat
    - Reppisch
    - Egelsee

  - Reuss
  - Aabach
    - Bünz
    - Hallwilersee

  - Suhre
    - Wyna
    - Uerke
    - Ruederche

  - Wigger
  - Talbach

Im Jahr 1993 stimmte das Aargauer Stimmvolk zu, Auenschutzpärke auf mindestens einem Prozent der Kantonsfläche zu schaffen.

## Bevölkerung

Bevölkerungsentwicklung von 1972 bis 2016. Die schwarze Linie gibt die absolute Zahl an, die blaue den Anteil der ausländischen Bevölkerung.

Der Kanton zählte Ende Dezember 2020 694'060 Einwohner, ein Jahr später wurden 703'186 Einwohner gezählt.

### Sprachen
Mundarten
Die deutschen Dialekte im Kanton Aargau gehören zum Hochalemannischen. Aufgrund der zentralen Lage des Kantons und bedingt durch die jahrhundertelange politische und wirtschaftliche Orientierung nach verschiedenen Zentren sowie das Fehlen eines starken Zentrums gehört der Aargau dialektal verschiedenen Gruppen des Schweizerdeutschen an.
- Der Nordwesten gehört zum Nordwestschweizerdeutschen: Kombination Daag [dɑːg] «Tag», dieff [diəfː] «tief», Baum, Gäiss [bæʊm gæɪsː] «Baum, Geiss», Rugge [rʊkːə] «Rücken», het/hätt [hɛt hæt] «(er) hat/hätte»,
- der Südwesten nähert sich dem Berndeutschen: Kombination Taag [tɑːg] «Tag», töiff [tœɪfː] «tief», Boum, Geiss [bɔʊm geɪsː] «Baum, Geiss», Rügge [rʏkːə] «Rücken», het/hätt [hɛt hæt] «(er) hat/hätte»,
- der Nordosten nähert sich dem Zürichdeutschen: Kombination Taag [tɑːg] «Tag», tüüff [tyːfː] «tief», Baum, Gäiss [bæʊm gæɪsː] «Baum, Geiss», Rugge [rʊkːə] «Rücken», hät/hett [hæt het] «(er) hat/hätte»,
- der Südosten nähert sich dem Luzerndeutschen: Kombination Taag [tɑːg] «Tag», töiff [tœɪfː] «tief», het/hätt [hɛt hæt] «(er) hat/hätte», anders als dieses jedoch wie im Nordosten Baum, Gäiss [bæʊm gæɪsː] «Baum, Geiss», Rugge [rʊkːə] «Rücken».

Zwischen Ost und West halbiert ist der Kanton mit Bezug auf die Pluralendung des Verbs: Die Westhälfte kennt den zweiförmigen Plural etwa des Berndeutschen und des Solothurner Dialekts (mir mache, ir mached, si mache «wir machen, ihr macht, sie machen»), die Osthälfte den einförmigen Plural etwa des Zürichdeutschen und Luzerndeutschen (mir mached, ir mached, si mached).
Im Surbtal, wo in Endingen und Lengnau jahrhundertelang eine bedeutende jüdische Bevölkerung lebte, die im 19. und 20. Jahrhundert nach Baden und insbesondere nach Zürich auswanderte, wurde bis ins 20. Jahrhundert Surbtaler Jiddisch gesprochen.
Muttersprachen nach Anzahl Sprecher
Im Einzelnen waren die Sprachverhältnisse am 5. Dezember 2000 die Folgenden:
- Deutsch: 477'093 (87,1 %)
- Italienisch: 17'847 (3,3 %)
- Serbokroatisch: 10'645 (1,9 %)
- Albanisch: 9'823 (1,8 %)
- Französisch: 4'151 (0,8 %)
- Rätoromanisch: 618 (0,1 %)
- Andere: 27'316 (5,0 %)

### Nationalitäten
| Nationalität       | 1980  | 1990  | 2000  | 2010  | 2023  |
| ------------------ | ----- | ----- | ----- | ----- | ----- |
| Schweiz            | 85,86 | 85,19 | 81,49 | 78,62 | 73,80 |
| Deutschland        | 1,64  | 1,37  | 1,86  | 4,26  | 5,11  |
| Italien            | 7,13  | 5,76  | 4,60  | 3,91  | 4,08  |
| Kosovo             | –     | –     | –     | 1,52  | 2,65  |
| Jugoslawien        | 1,24  | 2,83  | –     | –     | –     |
| Serbien Montenegro | –     | –     | 3,74  | 2,66  | 1,07  |
| Türkei             | 1,11  | 1,53  | 1,89  | 1,67  | 1,41  |
| Portugal           | 0,13  | 0,49  | 0,70  | 1,00  | 1,33  |
| Österreich         | 0,67  | 0,52  | 0,47  | 0,47  | 0,57  |
| Spanien            | 0,78  | 0,78  | 0,52  | 0,39  | 0,59  |

### Religionen – Konfessionen

#### Geschichte
Da der Kanton Aargau erst im Jahre 1803 aus verschiedenen älteren Territorien geschaffen worden ist, gehört er zu den paritätischen Kantonen.
Traditionell reformiert (protestantisch) ist der ehemalige Berner Aargau mit den heutigen Bezirken Aarau, Brugg, Kulm, Lenzburg und Zofingen. Traditionell römisch-katholisch sind die ehemaligen Gemeinen Herrschaften mit den heutigen Bezirken Baden, Bremgarten, Muri und Zurzach, wobei es in Baden und Zurzach traditionell eine reformierte und eine jüdische Minderheit gibt, sowie das bis 1802 österreichische Fricktal mit den heutigen Bezirken Laufenburg und Rheinfelden. Im letztgenannten Bezirk ist auch die christkatholische (altkatholische) Kirche vertreten.
In den Gemeinden Lengnau und Endingen war das Judentum einst besonders stark vertreten, da Juden in der Schweiz sich bis zum 7. Mai 1846 nur in diesen zwei Dörfern niederlassen durften. Ab 1846 durften sie sich im Kanton Aargau frei bewegen und ansiedeln, und nach der Volksabstimmung 1866, die den Juden die volle Emanzipation gewährte, nahm die jüdische Bevölkerung im Aargau deutlich ab.
In den letzten Jahrzehnten haben sich die einst starren Konfessionsgrenzen stark verwischt. Durch Zuwanderung ausländischer Bevölkerungsgruppen haben im Kanton Aargau inzwischen auch andere Religionen (Islam, Buddhismus, Hinduismus) Einzug gehalten.

#### Konfessionsstatistik
Bei einer Gesamtbevölkerung von 703'186 Einwohnern waren am 31. Dezember 2021 im Kanton Aargau 201'499 Einwohner (28,7 %) Mitglied der römisch-katholischen Kirche, 148'701 Einwohner (21,1 %) gehörten der evangelisch-reformierten Kirche an, 2'701 Einwohner (0,4 %) waren christkatholisch und 49,7 % waren konfessionslos, gehörten einer anderen Glaubensgemeinschaft an oder machten keine Angabe. Im Jahr 2022 verloren die Katholiken und Reformierten im Aargau weitere 9000 Mitglieder durch Kirchenaustritte.
Im Vorjahr waren im Aargau 29,6 % katholisch, 22 % gehörten der evangelisch-reformierten Kirche an, 0,4 % waren christkatholisch und 48,0 % waren konfessionslos, gehörten einer anderen Glaubensgemeinschaft an oder machten keine Angabe.
Seit der Volkszählung 2000 liegen (von den drei Landeskirchen abgesehen) für die Gesamtbevölkerung des Kantons Aargau keine genauen Mitgliederzahlen zu den verschiedenen Religionsgemeinschaften mehr vor. Das Bundesamt für Statistik führt jedoch Stichprobenerhebungen durch, bei welchen auch andere Religionsgemeinschaften im Kanton Aargau erfasst werden.
Bei der Stichprobenerhebung von 2017 gaben 32,2 % der Befragten ab 15 Jahren im Kanton Aargau an, römisch-katholisch zu sein, 23,3 % waren evangelisch-reformiert, 16,8 % bekannten sich zu einer anderen Religionsgemeinschaft und 27,7 % der Befragten ab 15 Jahren waren konfessionslos. Je nach Herkunft beziehungsweise Nationalität unterscheidet sich laut der Erhebung das Religionsbekenntnis der Befragten zudem teilweise deutlich.
| Religion                        | Total der Befragten | Schweizer Staats- angehörigkeit | Schweizer ohne Migrations- hintergrund | Schweizer mit Migrations- hintergrund | Ausländische Staats- angehörigkeit |
| ------------------------------- | ------------------- | ------------------------------- | -------------------------------------- | ------------------------------------- | ---------------------------------- |
| Christentum                     | 63                  | 68                              | 71                                     | 53                                    | 47                                 |
| – römisch-katholisch            | 32                  | 32                              | 33                                     | 30                                    | 32                                 |
| – reformiert                    | 23                  | 29                              | 33                                     | 11                                    | 05                                 |
| – christkatholisch              | 01                  | 01                              | 01                                     | 0                                     | 0                                  |
| – andere christliche Konfession | 07                  | 06                              | 04                                     | 12                                    | 10                                 |
| Islam                           | 07                  | 03                              | 0                                      | 16                                    | 20                                 |
| andere Religionen               | 01                  | 01                              | 01                                     | 03                                    | 03                                 |
| konfessionslos                  | 28                  | 27                              | 27                                     | 27                                    | 29                                 |
| keine Angabe                    | 01                  | 01                              | 01                                     | 01                                    | 01                                 |

Bei der Volkszählung im Jahr 2000 waren die Verhältnisse die Folgenden:
- Römisch-katholisch: 219'800 (40,1 %)
- Reformiert: 203'949 (37,2 %)
- Muslimisch: 30'072 (5,5 %)
- Christlich-orthodox: 11'523 (2,1 %)
- Christkatholisch: 3418 (0,6 %)
- Jüdisch: 342 (0,1 %)
- Andere: 4941 (0,9 %)
- Konfessionslos: 57'573 (10,5 %)
- Keine Angabe: 15'875 (3,0 %)

## Verfassung und Politik
Die gegenwärtige Kantonsverfassung datiert von 1980 (mit späteren Änderungen).

### Legislative
- Grüne: 10
- SP: 23
- GLP: 11
- EVP: 5
- Mitte: 18
- FDP: 22
- SVP: 48
- EDU: 3

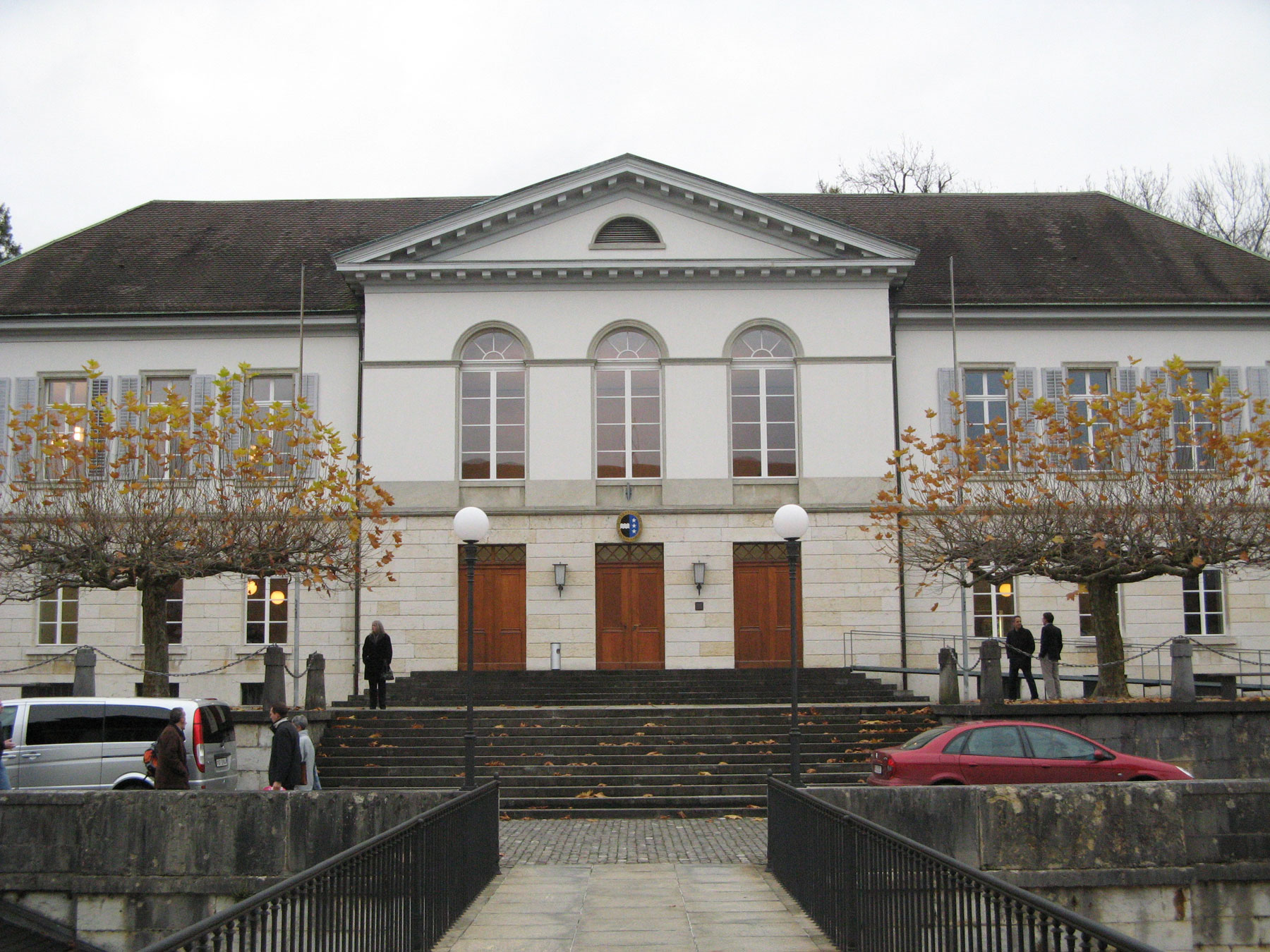
Grossratsgebäude in Aarau

Gesetzgebende Behörde ist der Grosse Rat, dem 140 (bis 2005 noch 200) vom Volk für eine feste Amtsdauer von vier Jahren im Proporzverfahren (Verhältniswahlrecht) gewählte Mitglieder angehören.
Seit 2005 verteilen sich die Mandate wie folgt auf die Bezirke: Aarau (16), Baden (30), Bremgarten (16), Brugg (11), Kulm (9), Laufenburg (6), Lenzburg (12), Muri (7), Rheinfelden (10), Zofingen (15), Zurzach (8). 2009 wurde auch im Aargau erstmals das Wahlverfahren des «Doppeltproportionalen Zuteilungsverfahrens» verwendet, wovon erwartungsgemäss die kleineren Parteien profitieren konnten.
Darüber hinaus ist das Volk direkt an der Gesetzgebung beteiligt: Verfassungsänderungen sowie Gesetze, die vom Grossen Rat nicht mit absoluter Mehrheit angenommen worden sind, unterliegen zwingend der Volksabstimmung (obligatorisches Referendum); andere Gesetze sind auf Antrag von 3000 Stimmberechtigten der Volksabstimmung zu unterwerfen (fakultatives Referendum). 3000 Stimmberechtigte können zudem eine Verfassungs- oder Gesetzesänderung oder ein Gesetz überhaupt vorschlagen (Volksinitiative).
- siehe auch: Grossratswahl im Aargau für aktuelle und frühere Ergebnisse

Der Kanton Aargau gilt heute (in deutlichem Gegensatz zum 19. Jahrhundert) als konservativster der grösseren Kantone, was ausser am Verhalten bei eidgenössischen Volksabstimmungen auch an der sehr starken Vertretung der SVP deutlich wird.

### Exekutive
Die leitende und oberste vollziehende Behörde (Exekutive) des Kantons Aargau ist der Regierungsrat, dem fünf vom Volk im Majorzverfahren auf eine feste Amtsdauer von vier Jahren gewählte Mitglieder angehören. Der Landammann hat als Primus inter pares den Vorsitz im Regierungsrat inne und wird vom Grossen Rat für jeweils ein Jahr aus den Mitgliedern des Regierungsrates gewählt; nach den gleichen Bestimmungen wird auch sein Stellvertreter, der Landstatthalter, bestimmt.
| Regierungsrat       | Partei | Departement                                   |
| ------------------- | ------ | --------------------------------------------- |
| Stephan Attiger     | FDP    | Departement Bau, Verkehr und Umwelt (BVU)     |
| Martina Bircher     | SVP    | Departement Bildung, Kultur und Sport (BKS)   |
| Markus Dieth        | Mitte  | Departement Finanzen und Ressourcen (DFR)     |
| Dieter Egli         | SP     | Departement Volkswirtschaft und Inneres (DVI) |
| Jean-Pierre Gallati | SVP    | Departement Gesundheit und Soziales (DGS)     |

Das Amt der Staatsschreiberin hat Joana Filippi inne; sie steht somit der Staatskanzlei Aargau (SK) vor.
Wahlen 2024
Bei den Regierungsratswahlen am 20. Oktober 2024 traten bis auf Alex Hürzeler (SVP) alle Bisherigen wieder an. Gewählt wurden alle Bisherigen und Martina Bircher (SVP).
Wahlen 2020
Bei den Regierungsratswahlen am 18. Oktober 2020 wurden bis auf Urs Hoffmann (SP), welcher nicht für eine weitere Legislatur kandidierte, alle Regierungsräte wiedergewählt. Neu gewählt wurde Dieter Egli (SP). Alle fünf erreichten im ersten Wahlgang das absolute Mehr. Somit änderte sich gegenüber der vorherigen Legislaturperiode nichts an der Sitzverteilung nach Parteien.
Wahlen 2016
Roland Brogli (CVP) und Susanne Hochuli (GPS) gaben im Laufe des Jahres ihren Verzicht auf eine erneute Kandidatur für den Regierungsrat bekannt. Im ersten Wahlgang am 23. Oktober 2016 wurde neben den bisherigen Urs Hofmann (SP), Alex Hürzeler (SVP) und Stephan Attiger (FDP) neu Markus Dieth (CVP) in den Regierungsrat gewählt. Franziska Roth (SVP) wurde im zweiten Wahlgang am 27. November 2016 als fünftes Mitglied in den Regierungsrat gewählt. In der Legislatur 2017–2020 ist die Schweizerische Volkspartei (SVP) mit zwei Sitzen in der Exekutive vertreten, die SP, FDP und CVP je mit einem Sitz. Die Grüne Kanton Aargau (GPS) haben kein Exekutivmitglied mehr.
Wahlen 2012
Am 21. Oktober 2012 fanden die Neuwahlen in den Regierungsrat statt, erstmals zeitgleich mit der Grossratswahl. Alle fünf Sitze konnten in diesem ersten Wahlgang bereits besetzt werden. Wieder gewählt wurden hierbei von den bisherigen Roland Brogli (CVP), Urs Hofmann (SP), Alex Hürzeler (SVP) und Susanne Hochuli (GPS). Neu gewählt und damit für seine Partei ist Stephan Attiger (FDP), der sein Amt am 1. April 2013 antrat.

### Judikative
Oberstes kantonales Gericht ist das Obergericht mit Sitz in Aarau. Erstinstanzliche Gerichte mit regionaler Reichweite sind die Bezirks- und Jugendgerichte. Kommunale Reichweite haben die Friedensrichter, die hauptsächlich vermittelnde Funktion haben. Daneben bestehen Spezialgerichte.
Die Verwaltungsgerichtsbarkeit wird im Wesentlichen durch das Verwaltungs- und das Versicherungsgericht ausgeübt.

### Parteiensystem
Das Parteiensystem des Kantons deckt sich mit dem schweizerischen. Die kantonalen Sektionen der vier Bundesregierungsparteien SP, CVP, FDP und SVP haben das Zepter in der Hand. Die bürgerlichen Mitteparteien sind tendenziell rechter als ihre schweizerischen Mutterparteien.

### Vertretung auf Bundesebene
Der Kanton Aargau hat 16 Sitze im Nationalrat und zwei im Ständerat.

## Wirtschaft
2022 betrug das Bruttoinlandsprodukt (BIP) 47,5 Milliarden Schweizer Franken (Platz 5 unter den 26 Kantonen). Mit einem BIP pro Kopf von 67'224 Franken (2022) belegte der Kanton Platz 23.

### Wirtschaftszweige
Die Aargauer Wirtschaft insgesamt zeichnet sich durch eine ausgewogene Mischung aus Wirtschaftszweigen aus und profitiert in schwierigeren Zeiten vom grossen Anteil kleiner und mittelgrosser Unternehmungen, die langsam und stetig wachsen.
Der Aargau ist der grösste Industriekanton der Schweiz. 34 Prozent der Beschäftigten arbeiten in der Industrie (Schweiz: 24 Prozent). Insgesamt bietet der Kanton 250'000 Personen Arbeit in 30'500 Betrieben.
Der Aargauer verdient durchschnittlich 49'209 Franken im Jahr, somit liegt der Kanton Aargau in der Rangliste der reichsten Kantone im Mittelfeld auf Platz 13.
Folgende im Wachstum befindliche Wirtschaftszweige sind im Aargau prominent vertreten:
- chemische Industrie
- Elektronik und Präzisionsinstrumente
- Kunststoff- und Materialtechnologie
- Maschinen- und Elektroindustrie
- Pharma-, Bio- und Medizinaltechnologie (Life Sciences)

Die Aargauer Industrie ist stark auslandorientiert. Rund 25 Prozent der Exporte gehen an Deutschland, mit sieben respektive fünf Prozent gehören die Vereinigten Staaten und Grossbritannien zu den weiteren Abnehmern.
Führende exportierende Wirtschaftszweige sind die Maschinenindustrie, Elektroindustrie sowie Biowissenschaften.
Bekannte Firmen im Aargau sind zum Beispiel ABB, Novartis, General Electric, Roche, Johnson & Johnson, Rockwell Automation und Franke.

### Tourismus
Entgegen dem Bild eines Industrie-, Autobahn- und Kernkraftwerkkantons (der Kanton Zürich hat allerdings mehr Autobahnkilometer) gibt es auch einige touristische Sehenswürdigkeiten.
Zahlreiche Burgen und Schlösser können besichtigt werden, wie zum Beispiel Schloss Lenzburg, Schloss Hallwyl, Schloss Wildegg oder die Habsburg. Ein weiterer Anziehungspunkt ist das Kloster Muri.
Ein beliebtes Ziel für Tagesausflüge ist der Hallwilersee: Es gibt mehrere Badeplätze, Feuerstellen am See sowie Spazier- und Wanderwege. Während der Sommersaison gibt es einen Schifffahrtsbetrieb.
Es besteht im ganzen Kanton ein grosses Angebot an gut beschilderten Wander- und Fahrradwegen.
Im Birrfeld (in der Nähe von Brugg) und in Buttwil (bei Muri) existieren zwei Regionalflugplätze.
Im Kanton gibt es zahlreiche Thermalquellen, die in Baden, Bad Zurzach, Rheinfelden AG und Schinznach-Bad für öffentliche Thermalbäder genutzt werden.

## Bildung
Die obligatorische Schulzeit beträgt elf Jahre und beginnt mit dem Eintritt in den Kindergarten im Alter von rund fünf Jahren. Der Besuch eines Kindergartens ist seit dem Schuljahr 2013/2014 obligatorisch. Beim Eintritt kommt ein Schüler entweder in die reguläre erste Klasse oder in die Einführungsklasse, welche zwei Jahre dauert. Die Primarschule dauert in der Regel sechs Jahre (erste bis sechste Klasse). Manchmal wird auch zwischen Unterstufe (erste bis dritte Klasse) und Mittelstufe (vierte bis sechste Klasse) unterschieden.
Danach erfolgt der Übertritt in die Oberstufe (Real-, Sekundar- oder Bezirksschule). Diese dauert normalerweise drei Jahre (siebte bis neunte Klasse) und vollendet die Schulpflicht, wobei die Chancen auf eine anschliessende Berufsausbildung für Sekundar- und Bezirksschüler wegen der höheren Leistungsstufe in der Regel besser sind als für Realschüler. Wechsel innerhalb zwei dieser drei Stufen erfolgen über Aufnahmeprüfungen oder ausserordentlich gute schulische Leistungen (nach oben) beziehungsweise freiwillige Relegation oder Zwangsrelegation (nach unten). Zu einer anschliessenden Berufslehre gehört immer auch der Besuch einer Berufsfachschule.
Nur von der Bezirksschule aus ist der Übertritt an die kantonalen Maturitätsschulen, die Kantonsschulen, möglich. Dazu ist die Bezirksschulabschlussprüfung mit einer Mindestnote von 4,7 zu bestehen (wobei sechs die beste und eins die schlechteste Note ist). Die praktischen Prüfungsfächer sind Deutsch, Französisch (schriftlich und mündlich) sowie Mathematik. Aus dem Jahreszeugnis kommen Englisch, Geschichte, Biologie, Chemie, Musik und Zeichnen sowie wahlweise Latein hinzu. Mit einer Mindestnote von 4,4 ist ein Schüler zum Übertritt an die Diplommittelschule oder an eine Berufsmaturitätsschule berechtigt. Die letztgenannte findet berufsbegleitend statt.
An der Kantonsschule, die rund vier Jahre dauert (zehntes bis dreizehntes Schuljahr), kann ein eidgenössisch anerkannter Maturitätsausweis erlangt werden. Neben obligatorischen Grundlagenfächern können die Schüler ihr Akzentfach (erstes/zweites Jahr, drei Wochenstunden), ihr Schwerpunktfach (drittes/viertes Jahr, sechs Wochenstunden), ihr Ergänzungsfach (viertes Jahr, vier Wochenstunden), sowie verschiedene Freifächer selbst wählen.
Der Kanton Aargau verfügt über keine Universität. Die Fachhochschulen aber ermöglichen Absolventen der Berufsmaturitätsschulen verschiedene Studienrichtungen. Der Aargau gehört neu zur Fachhochschulregion Nordwestschweiz.
Für Erwachsene gibt es eine Erwachsenenmaturitätsschule. Für die Volksbildung sorgen Kurse der Volkshochschule sowie verschiedene Bibliotheken in Gemeinden und die Kantonsbibliothek in Aarau.
Es existieren auch diverse spezielle Schulen, wie beispielsweise die Heilpädagogischen Sonderschulen.

## Geschichte
Das Gebiet des heutigen Kantons Aargau wurde bereits im 5. Jahrhundert von den Alemannen besiedelt. Im 6. Jahrhundert gehörte es zum Frankenreich, der Name Aargau wurde 763 zum ersten Mal erwähnt. Im 14. Jahrhundert fiel der Ober-Aargau an Bern.
Der Unter-Aargau, das Gebiet des heutigen Kantons Aargau, gehörte im Mittelalter nacheinander den Grafen von Lenzburg, den Grafen von Kyburg und den Grafen von Habsburg. Er wurde 1415 von den Eidgenossen erobert; politischer Hintergrund waren die Spannungen zwischen König Sigismund und Herzog Friedrich IV. von Österreich, welche zum Bann des letztern führten und auf Grund dessen ersterer die umgebenden Mächte aufforderte, des Herzogs Ländereien, zu denen auch der Aargau gehörte, zu besetzen. Der im Westen gelegene Unteraargau wurde alleiniges Untertanengebiet von Bern (der sogenannte Berner Aargau). Im Osten entstanden das von Zürich allein verwaltete Kelleramt sowie die Freien Ämter und die Grafschaft Baden, welche gemeine Herrschaften (gemeinsam verwaltete Gebiete) der Eidgenossenschaft waren.

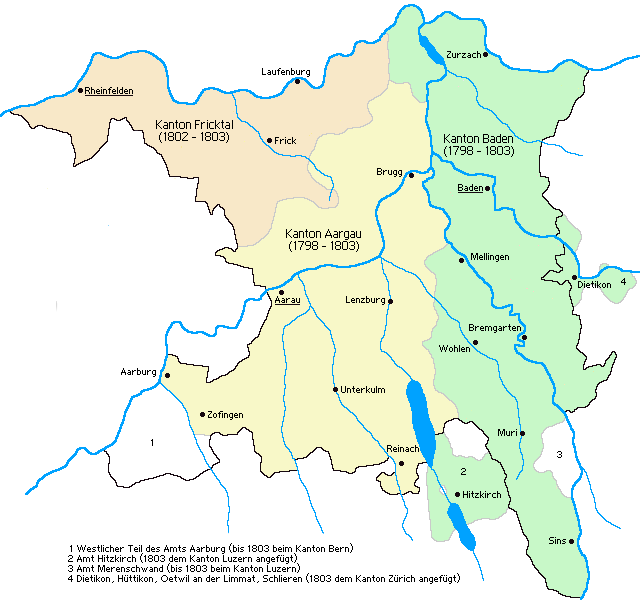
Der Aargau während der Zeit der Helvetischen Republik (1798–1803)

1798 wurde der Aargau von den Franzosen erobert; Aarau war sogar während eines halben Jahres die Hauptstadt der Helvetischen Republik (und damit erste Hauptstadt der Schweiz). Es entstanden drei Kantone:
- Kanton Aargau (heutige Bezirke Aarau, Brugg, Kulm, Lenzburg und Zofingen)
- Kanton Baden (heutige Bezirke Baden, Bremgarten, Muri und Zurzach)
- Kanton Fricktal (heutige Bezirke Laufenburg und Rheinfelden; gehörten vorher zu Vorderösterreich)

Der heutige Kanton wurde am 19. Februar 1803 durch die Mediationsakte von Napoleon Bonaparte aus den drei Kantonen Aargau, Baden und Fricktal gebildet. Teile des zürcherischen Untertanengebiets im Limmattal blieben hingegen bei Zürich, das Amt Hitzkirch bei Luzern. Dafür wurden das bernische Amt Aarburg und das luzernische Amt Merenschwand dem neuen Kanton angefügt. Diese verschiedenen Gebiete unterscheiden sich auch heute noch in Wirtschaftsstruktur, Konfession und politischer Ausrichtung stark.
Mit der Restauration ab 1815 blieb der junge Kanton erhalten, erhielt aber unter dem dominierenden Einfluss von Amtsbürgermeister (Regierungsratspräsident) Johannes Herzog zunehmend aristokratische Züge. Der «Freiämtersturm», ein Zug der katholischen Opposition in die Hauptstadt Aarau, beendete im Dezember 1830 diese Phase und ermöglichte die Schaffung einer Verfassung mit erweiterten Volksrechten.
Nach 1831 gehörte der Kanton Aargau zu den liberalen Kantonen; viele demokratische Flüchtlinge aus Deutschland fanden hier Aufnahme. Der Aargauer Klosterstreit 1841/43, als der Kanton zuerst alle Klöster aufhob, dann aber die Frauenklöster (zum Beispiel Kloster Fahr) wieder zuliess, war eine der Ursachen für den Sonderbundskrieg von 1847, der in die Errichtung des modernen schweizerischen Bundesstaates mündete.

## Verwaltungsgliederung

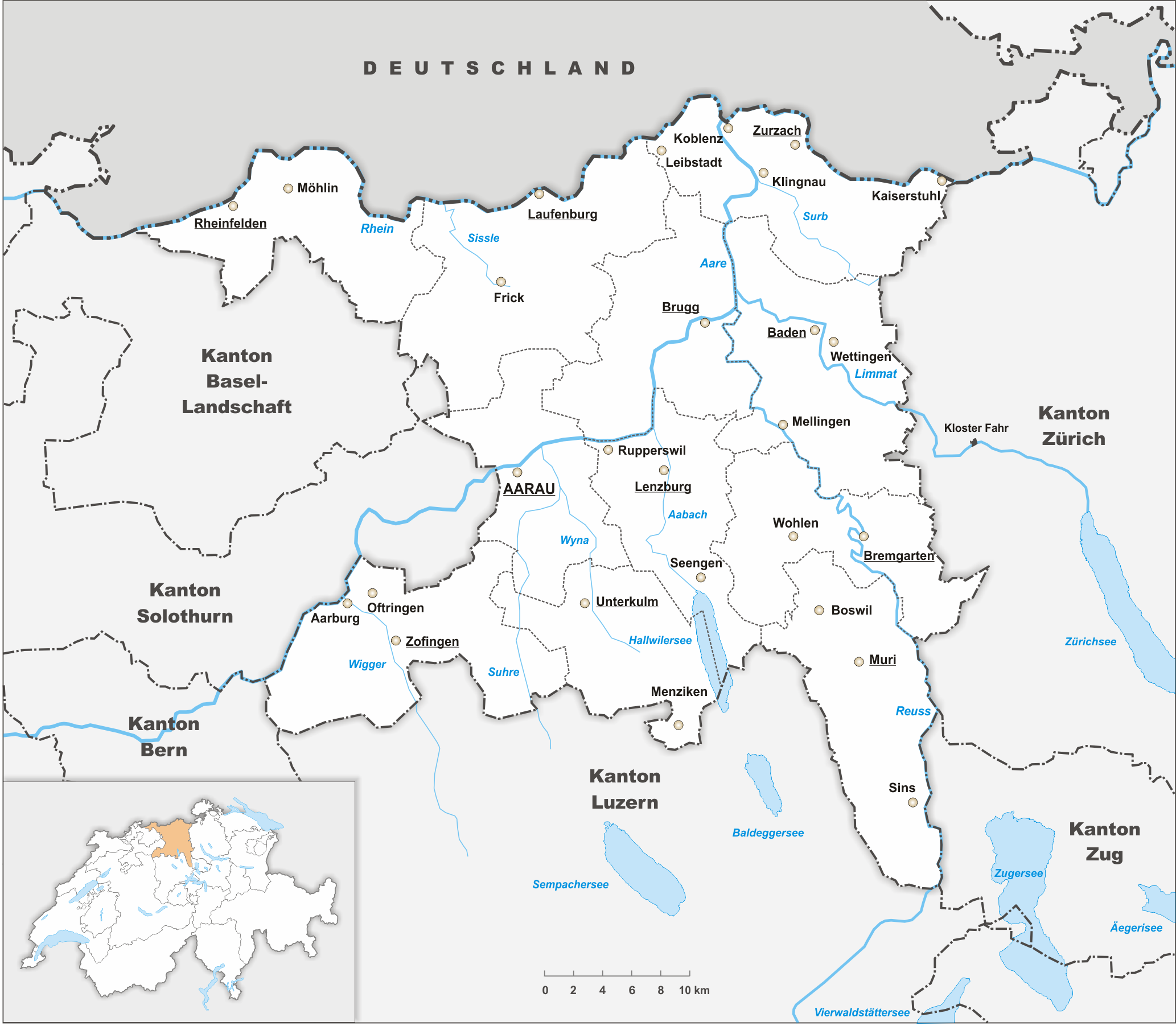
Städte des Kantons Aargau

Der Kanton Aargau ist von Kleinstädten geprägt. Die Zwillingsstädte Wettingen und Baden bilden einen wichtigen Schwerpunkt.

### Politische Gemeinden
Nachfolgend aufgelistet sind politische Gemeinden mit mehr als 10'000 Einwohnern per 31. Dezember 2023:
| Politische Gemeinde | Einwohner | Ausländeranteil in Prozent |
| ------------------- | --------- | -------------------------- |
| Baden               | 23'587    | 27,3                       |
| Aarau, Hauptort     | 22'290    | 22,8                       |
| Wettingen           | 21'479    | 29,7                       |
| Wohlen              | 17'481    | 42,1                       |
| Oftringen           | 15'080    | 40,0                       |
| Rheinfelden         | 13'854    | 34,4                       |
| Brugg               | 13'288    | 31,2                       |
| Zofingen            | 12'796    | 21,3                       |
| Spreitenbach        | 12'512    | 51,7                       |
| Möhlin              | 11'349    | 27,0                       |
| Suhr                | 11'340    | 36,5                       |
| Lenzburg            | 11'184    | 29,9                       |

### Ortschaften
Im Aargau befinden sich viele historisch bedeutsame Orte:
- Baden, bereits in der Römerzeit ein Badeort, war in der Alten Eidgenossenschaft Tagsatzungsort – der Tagsatzungssaal im Stadthaus ist bis heute erhalten.
- Brugg war eine Zeit lang Hauptsitz der Habsburger, deren Stammsitz, die Habsburg, sich südwestlich von Brugg befindet.
- Bruggs Nachbarort Windisch war als Vindonissa römisches Zentrum.
- Bei Windisch wurde 1308 der römisch-deutsche König Albrecht I. ermordet. Das Kloster Königsfelden wurde im Gedenken daran erbaut.
- Rheinfelden ist die älteste Stadt des Kantons und war oft Schauplatz historischer Ereignisse.
- Thalheim AG ist ein typisches Juradorf mit der grössten Burganlage im Kanton, der Ruine Schenkenberg. Ehemaliger Hauptort des Amtes Schenkenberg.
- Zurzach als frühmittelalterlicher Wallfahrtsort und bis in die Neuzeit überregional bedeutender Messeort.

Weitere Städte mit altem Stadtrecht:
- Aarau
- Aarburg
- Bremgarten
- Kaiserstuhl
- Klingnau
- Laufenburg
- Lenzburg
- Mellingen
- Zofingen

### Bezirke

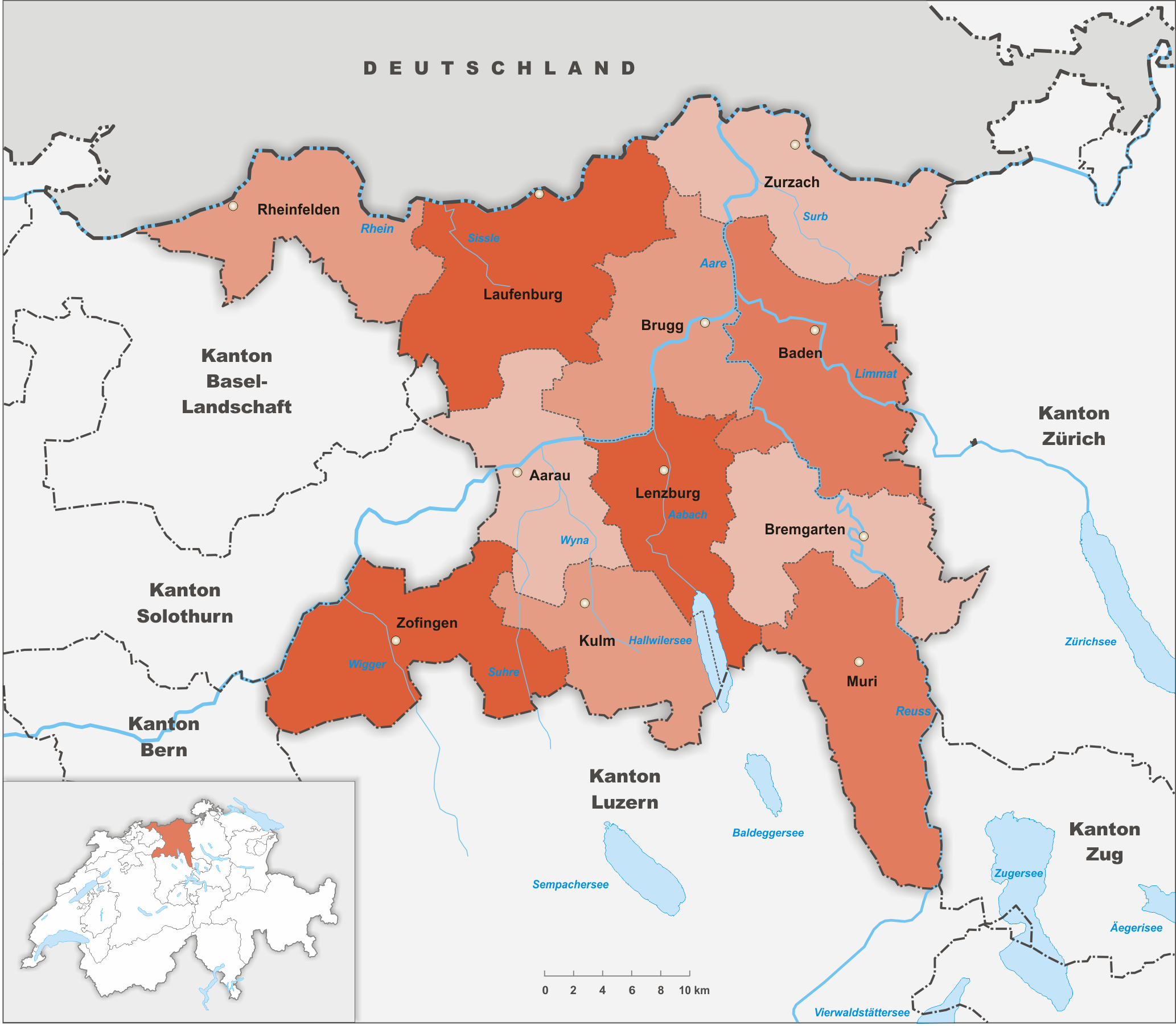
Bezirke des Kantons Aargau

Der Kanton Aargau ist in elf Bezirke unterteilt:
| Bezirk      | Einwohner (31. Dezember 2023) | Fläche in km² | Hauptort    | BFS-Nr. |
| ----------- | ----------------------------- | ------------- | ----------- | ------- |
| Aarau       | 083'873                       | 104.49        | Aarau       | 1901    |
| Baden       | 152'157                       | 153.09        | Baden       | 1902    |
| Bremgarten  | 082'962                       | 117.47        | Bremgarten  | 1903    |
| Brugg       | 052'358                       | 130.07        | Brugg       | 1904    |
| Kulm        | 045'792                       | 097.27        | Unterkulm   | 1905    |
| Laufenburg  | 036'542                       | 171.78        | Laufenburg  | 1906    |
| Lenzburg    | 069'058                       | 098.10        | Lenzburg    | 1907    |
| Muri        | 039'234                       | 138.95        | Muri        | 1908    |
| Rheinfelden | 049'408                       | 111.86        | Rheinfelden | 1909    |
| Zofingen    | 078'037                       | 142.01        | Zofingen    | 1910    |
| Zurzach     | 037'473                       | 130.01        | Zurzach     | 1911    |
| Gesamt (11) | 726'8940'                     | 1403.800      | Aarau       |         |